# Зубрицкий, Виктор Иванович
Виктор Иванович Зубрицкий (24 сентября 1946 — 8 июля 2023) — советский и российский художник, дизайнер, главный художник Павловопосадской платочной мануфактуры, член-корреспондент Российской академии художеств (2012). Заслуженный художник Российской Федерации (2001).

## Биография
Родился 24 сентября 1946 года, жил и работал в городе Павловский Посад Московской области.
В 1970 году — окончил факультет декоративно-прикладного искусства Московского текстильного института.
С 1963 года — работал на Павловопосадской платочной мануфактуре, с 1985 года был главным художником.
С 1980 года — член Союза художников СССР, России.
С 1999 года — член Союза дизайнеров России.
В 2000 году — избран почётным членом Академии гуманитарных наук.
В 2012 году — избран членом-корреспондентом Российской академии художеств от Отделения декоративных искусств.
Преподаватель композиции художественной росписи по ткани в Павло-Посадском Муниципальном учреждении дополнительного образования «Детская экспериментальная художественная школа».
Скончался 8 июля 2023 года на 77-м году жизни.

## Творческая деятельность

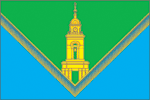
Флаг городского поселения Павловский Посад

Известные произведения: шаль «Рябина», шаль «Птица счастья», шаль «Мадонна», платок «Лабзинский», шаль «Там чудеса», шаль « Осенняя пора, очей очарованье», платок «Герои Отечественной войны 1812 года», платок «Вохонское сражение», платок «Святой Преподобный Василий», платок «Житие Святого Праведного Василия».
Произведения представлены в крупнейших музеях России и за рубежом.
С 1972 года — участник всероссийских, зональных, областных городских, групповых и международных выставок.
Художник флага городского поселения Павловский Посад.

## Общественная деятельность
- член Государственной аттестационной комиссии при Московском Государственном областном университете по специальности «Декоративно-прикладное искусство» г. Мытищи, Московская область;
- председатель итоговой государственной экзаменационной комиссии по специальности дизайн «Реабилитационный центр для инвалидов» департамента социальной защиты населения г. Москва;
- депутат Совета депутатов городского поселения Павловский Посад;
- заместитель председателя правления Московского областного отделения Союза художников России;
- председатель бюро секции декоративно-прикладного и народного искусства Московского областного отделения Союза художников России;
- член творческой комиссии по народному искусству Союза художников России;
- член художественно-экспертного Совета Московской области по народным художественным промыслам при правительстве Московской области.

## Награды
- Государственная премия РСФСР имени И. Е. Репина (в составе группы, за 1981 год) — за серию высокохудожественных рисунков для павловских платков
- Государственная премия Российской Федерации в области литературы и искусства (в составе группы, за 1999 год) — за создание коллекции павловопосадских шалей и платков «Традиция и современность на грани веков»[1]
- Премия Правительства Российской Федерации в области культуры (в составе группы, за 2009 год) — за создание коллекции моделей одежды и павловопосадских шалей «Истоки»[2]
- Заслуженный художник Российской Федерации (2001)[3]
- Премия Губернатора Московской области «За достижения в области культуры и искусства» (2007)
- Почётный знак «За заслуги перед городом Павловский Посад» (2013)